# Paulos Tzadua
Paulos Tzadua (1921–2003) là một Hồng y người Ethiopia của Giáo hội Công giáo Ethiopia, trực thuộc Giáo hội Công giáo Rôma. Ông từng đảm trách vai trò Hồng y Đẳng Linh mục Nhà thờ SS. Nome di Maria in Via Latina, Tổng giám mục đô thành Tổng giáo phận Addis Abeba (Ethiopia), Tổng giáo phận "trung ương" của nhánh Giáo hội Công giáo Ethiopia trong suốt 21 năm, từ năm 1977 đến năm 1988.
Vốn là một giáo sĩ trong vai trò lãnh đạo giáo hội địa phương, ông từng đảm trách vai trò giám mục phụ tá Tổng giáo phận Addis Abeba (Ethiopia), từ năm 1973 trước khi tiến đến trở thành Tổng giám mục đô thành Addis Abeba (Ethiopia). Ngoài lãnh đạo giáo phận được bổ nhiệm, ông còn đảm nhận nhiều vị trí quan trong tại Hội đồng giám mục quốc gia cũng như khu vực như: Chủ tịch Liên Hội đồng Giám mục Ethiopia và Eritrean (1976–1999) và Chủ tịch Giáo hội Công giáo Ethiopia (1994–1998). Ông được vinh thăng Hồng y ngày 25 tháng 5 năm 1985, bởi Giáo hoàng Gioan Phaolô II.

## Tiểu sử
Hồng y Paulos Tzadua sinh ngày 25 tháng 8 năm 1921 tại Addifini, Ethiopia. Sau quá trình tu học dài hạn tại các cơ sở chủng viện theo quy định của Giáo luật, ngày 12 tháng 3 năm 1944, Phó tế Tzadua, 23 tuổi, tiến đến việc được truyền chức linh mục. Tân linh mục là thành viên linh mục đoàn Tổng giáo phận Addis Abeba (Ethiopia).
Sau 29 năm thi hành các công việc mục vụ với thẩm quyền và cương vị của một linh mục, ngày 1 tháng 3 năm 1973, Tòa Thánh loan tin Giáo hoàng đã quyết định tuyển chọn linh mục Paulos Tzadua, 52 tuổi, gia nhập Giám mục đoàn Công giáo Hoàn vũ, với vị trí được bổ nhiệm là giám mục phụ tá Tổng giáo phận Addis Abeba (Ethiopia), danh nghĩa Giám mục Hiệu tòa Abila in Palaestina. Lễ tấn phong cho vị giám mục tân cử được tổ chức sau đó vào ngày 20 tháng 5 cùng năm, với phần nghi thức chính yếu được cử hành cách trọng thể bởi 3 giáo sĩ cấp cao, gồm chủ phong là Tổng giám mục Asrate Mariam Yemmeru, Tổng giám mục đô thành Tổng giáo phận Addis Abeba (Ethiopia); hai vị giáo sĩ còn lại, với vai trò phụ phong, gồm có giám mục François Abraha, giám mục chính tòa Giáo phận Asmara (Ethiopia) và Giám mục Sebhat-Leab Worku, S.D.B., giám mục chính tòa Adigrat (Ethiopia).
Chỉ sau khoảng thời gian 4 năm được chọn làm giám mục, Giám mục Tzadua được Tòa Thánh thăng Tổng giám mục, qua việc bổ nhiệm giám mục này làm Tổng giám mục đô thành Tổng giáo phậnAddis Abeba (Ethiopia). Thông báo về việc bổ nhiệm này được công bố cách rộng rãi vào ngày 24 tháng 2 năm 1977.
Bằng việc tổ chức công nghị Hồng y năm 1985 được cử hành chính thức vào ngày 25 tháng 5, Giáo hoàng Gioan Phaolô II đưa ra quyết định vinh thăng Tổng giám mục Paulos Tzadua tước vị danh dự của Giáo hội Công giáo, Hồng y. Tân Hồng y thuộc Đẳng Hồng y Linh mục và Nhà thờ Hiệu tòa được chỉ định là Nhà thờ SS. Nome di Maria in Via Latina.
Ngoài lãnh đạo giáo phận được bổ nhiệm, ông còn đảm nhận nhiều vị trí quan trong tại Hội đồng giám mục quốc gia cũng như khu vực như: Chủ tịch Liên Hội đồng Giám mục Ethiopia và Eritrean trong hai mươi ba năm, từ năm 1976 đến năm 1999 và Chủ tịch Giáo hội Công giáo Ethiopia, từ năm 1994 đến năm 1998.
Ngày 11 tháng 9 năm 1998, Tòa Thánh chấp thuận đơn hồi hưu của ông, vì lý do tuổi tác, theo Giáo luật. Ông qua đời ngày 11 tháng 12 năm 2003, thọ 82 tuổi.